# Odorrana concelata
Odorrana concelata — вид жаб родини жаб'ячих (Ranidae). Описаний у 2022 році.

## Назва
Видовий епітет concelata означає «замаскований», що стосується прихованого забарвлення цього виду в його моховому середовищі існування.

## Поширення
Ендемік Китаю. Відомий лише у типовому місцезнаходженні — карстовий регіон поблизу села Лунліньчан в окрузі Цін'юань на півночі провінції Гуандун. Мешкає на мохових скелях і вологих лісових підстилках у субтропічних вічнозелених широколистяних лісах і вторинних лісах на висоті 200—300 м.